# Fruity Frank
Fruity Frank is een computerspel dat werd ontwikkeld en uitgegeven door Kuma Computers. Het spel kwam in 1984 uit voor de Amstrad CPC en een jaar later voor de MSX. Het spel is geprogrammeerd door Steve Wallis. Het spel is gelijkwaardig aan Mr. Do! (1982). Het doel is het fruit te oogsten en de tuin te beschermen tegen monsters. Hij kan zijn tegenstanders op twee manieren uitschakelen. De eerste manier is een naastgelegen appel te gooien naar de vijand en de tweede manier is om een powerball te gooien. In totaal kan hij maar een powerbal per keer dragen. Het perspectief van het spel is in de derde persoon.

## Muziek
Het muziek in het spel zijn traditionele Engelse liedjes, te weten:
- Level 1 : A Life on the ocean wave (Royal Marines anthem)
- Level 2 : Where have you been all the day, Billy Boy (Ierse versie)
- Level 3 : ???
- Level 4 : Sweet Molly Malone
- Level 5 : Go no more A-roving
- Level 6 : My bonny lies over the ocean
- Level 7 : London bridge is falling down